# العلاقات المارشالية الميكرونيسية
العلاقات المارشالية الميكرونيسية هي العلاقات الثنائية التي تجمع بين جزر مارشال وولايات ميكرونيسيا المتحدة.

## مقارنة بين البلدين
هذه مقارنة عامة ومرجعية للدولتين:
| وجه المقارنة                                              | جزر مارشال                     | ولايات ميكرونيسيا المتحدة |
| --------------------------------------------------------- | ------------------------------ | ------------------------- |
| المساحة (كم2)                                             | 181                            | 702                       |
| عدد السكان (نسمة)                                         | 53.13 ألف                      | 105.54 ألف                |
| الكثافة السكانية (ن./كم²)                                 | 29.35 ألف                      | 15.03 ألف                 |
| العاصمة                                                   | ماجورو                         | باليكير                   |
| اللغة الرسمية                                             | لغة إنجليزية، اللغة المارشالية | لغة إنجليزية              |
| العملة                                                    | دولار أمريكي                   | دولار أمريكي              |
| الناتج المحلي الإجمالي (بليون دولار)                      | 199.40 مليون                   | 336.43 مليون              |
| الناتج المحلي الإجمالي (تعادل القوة الشرائية) بليون دولار | 207.25 مليون                   | 365.27 مليون              |
| الناتج المحلي الإجمالي الاسمي للفرد دولار أمريكي          | 3.38 ألف                       | 3.02 ألف                  |
| الناتج المحلي الإجمالي للفرد دولار أمريكي                 | 3.80 ألف                       |                           |
| مؤشر التنمية البشرية                                      |                                | 0.640                     |
| رمز المكالمات الدولي                                      | +692                           | +691                      |
| رمز الإنترنت                                              | .mh                            | .fm                       |
| المنطقة الزمنية                                           | ت ع م+12:00                    |                           |

## منظمات دولية مشتركة
يشترك البلدان في عضوية مجموعة من المنظمات الدولية، منها:
| علم المنظمة | اسم المنظمة                                 | تاريخ انضمام جزر مارشال | تاريخ انضمام ولايات ميكرونيسيا المتحدة |
| ----------- | ------------------------------------------- | ----------------------- | -------------------------------------- |
|             | تحالف الدول الجزرية الصغيرة                 | ?                       | ?                                      |
|             | البنك الدولي للإنشاء والتعمير               | 21 مايو 1992            | 24 يونيو 1993                          |
|             | بنك التنمية الآسيوي                         | 1990                    | 1990                                   |
|             | يونسكو                                      | 30 يونيو 1995           | 19 أكتوبر 1999                         |
|             | الاتحاد الدولي للاتصالات                    | 22 فبراير 1996          | 18 مارس 1993                           |
|             | مؤسسة التمويل الدولية                       | 23 سبتمبر 1992          | 24 يونيو 1993                          |
|             | مؤسسة التنمية الدولية                       | 19 يناير 1993           | 24 يونيو 1993                          |
|             | الأمم المتحدة                               | 17 سبتمبر 1991          | 17 سبتمبر 1991                         |
|             | مجموعة دول أفريقيا والكاريبي والمحيط الهادئ | ?                       | ?                                      |
|             | منظمة حظر الأسلحة الكيميائية                | ?                       | ?                                      |